# Tirista praxila
Tirista praxila is een vlinder uit de familie wespvlinders (Sesiidae), onderfamilie Sesiinae.
De wetenschappelijke naam van de soort is voor het eerst geldig gepubliceerd door Druce in 1896. De soort komt voor in het Neotropisch gebied.